# Passage (The Carpenters)
Passage är ett album av The Carpenters, släppt den 23 september 1977.

## Låtlista
1. B'Wana She No Home - 5:40
2. All You Get From Love Is A Love Song - 3:45 (Steve Eaton)
3. I Just Fall In Love Again - 4:00
4. On The Balcony Of The Casa Rosada / Don't Cry For Me Argentina* - 7:45
5. Sweet, Sweet Smile - 3:10
6. Two Sides - 3:25
7. Man Smart, Woman Smarter - 4:32
8. Calling Occupants Of Interplanetary Craft - 7:20